# Guayabota
Guayabota es un barrio ubicado en el municipio de Yabucoa en el estado libre asociado de Puerto Rico. En el Censo de 2010 tenía una población de 3124 habitantes y una densidad poblacional de 114,14 personas por km².

## Geografía
Guayabota se encuentra ubicado en las coordenadas 18°4′18″N 65°58′7″O / 18.07167, -65.96861. Según la Oficina del Censo de los Estados Unidos, Guayabota tiene una superficie total de 27.37 km², que corresponden a tierra firme.

## Demografía
Según el censo de 2010, había 3124 personas residiendo en Guayabota. La densidad de población era de 114,14 hab./km². De los 3124 habitantes, Guayabota estaba compuesto por el 65.49% blancos, el 17% eran afroamericanos, el 0.19% eran amerindios, el 0.06% eran asiáticos, el 10.37% eran de otras razas y el 6.88% pertenecían a dos o más razas. Del total de la población el 99.42% eran hispanos o latinos de cualquier raza.